# Lunarsolar
 (juin 2021).
Lunarsolar (hangeul : 루나솔라) est girl group sud-coréen formé par JPlanet Entertainement, composé de quatre membres, Eseo, Taeryeong, Jian et Yuuri, et a débuté le 2 septembre 2020 avec son single album SOLAR : flare.

## Histoire

### Début en 2020 jusqu'en 2022
Le 13 juillet 2020, JPlanet Entertainement a annoncé qu'ils allaient faire débuter leur premier girl group et à dévoiler le logo du groupe, puis des photos des membres qui allaient composer le groupe.
Le 2 septembre 2020, Lunarsolar fait officiellement ses débuts avec la sortie de leur premier single album, SOLAR : flare, et leur musique titre OH YA YA YA.
Le groupe annonce le 2 décembre 2020 le nom de leur fan club qui est alors nommé Haedal.
Le 7 avril 2021, le groupe sort son second album, SOLAR : rise. Lunarsolar aura également organisé avec succès son tout premier concert en ligne le 1er mai 2021, History Live, sur la plateforme AMAZER.

### Dissolution du groupe
Le 22 mai 2022, JPlanet Entertainment déclare la dissolution du groupe sur leur compte officiel Instagram. 

## Membres
| Nom de scène | Nom de scène | Nom de naissance | Nom de naissance | Date de naissance | Nationalité  |
| Romanisé     | Coréen       | Romanisé         | Coréen/Japonais  | Date de naissance | Nationalité  |
| ------------ | ------------ | ---------------- | ---------------- | ----------------- | ------------ |
| Eseo         | 이서         | Noh Hyeon-Jeong  | 노현정           | 4 mars 1996       | Sud-coréenne |
| Taeryeong    | 태령         | Lim Jung-Min     | 임정민           | 27 décembre 2000  | Sud-coréenne |
| Jian         | 지안         | Kwon Ji-Eun      | 권지은           | 14 mars 2001      | Sud-coréenne |
| Yuuri        | 유우리       | Tokunaga Yuuri   | 徳永 裕梨        | 16 mai 2001       | Japonaise    |

Notes
- Taeryeong a participé au programme télévisé Produce 101 où elle a représenté Yama & Hotchicks Entertainment[8], mais a été éliminé finnisant 57ème. Elle a également participé à MIXNINE[9] où elle a terminé 46ème.

- Jian a débuté une première fois en 2017 en tant que membre du groupe S.E.T[10] et a participé au programme télévisé The Unit[11] où elle aura fini à la 61ème place.

- Yuuri quant à elle a fait partie du girl group japonais I'S9 de 2013 à 2015.

## Discographie
| Année | Titre         | Détails | Meilleures positions | Ventes      |
| Année | Titre         | Détails | COR                  | Ventes      |
| ----- | ------------- | --- | -------------------- | ----------- |
| 2020  | SOLAR : flare | - Sortie : 2 septembre 2020 - Labels : JPlanet Entertainment - Formats: CD, téléchargement numérique, streaming | 40                   | COR : 3 831 |
| 2021  | SOLAR : rise  | - Sortie : 7 avril 2021 - Labels : JPlanet Entertainment - Formats: CD, téléchargement numérique, streaming     | 48                   |             |

## Clips vidéo
| Année | Titre                           | Réalisateur(s) | Réf.   |
| ----- | ------------------------------- | -------------- | ------ |
| 2020  | OH YA YA YA (노는 게 제일 좋아) |                | [ 14 ] |
| 2021  | DADADA                          | Shin Hee-Won   | [ 15 ] |